# Roșia Nouă, Arad
Roșia Nouă este un sat în comuna Petriș din județul Arad, Crișana, România.

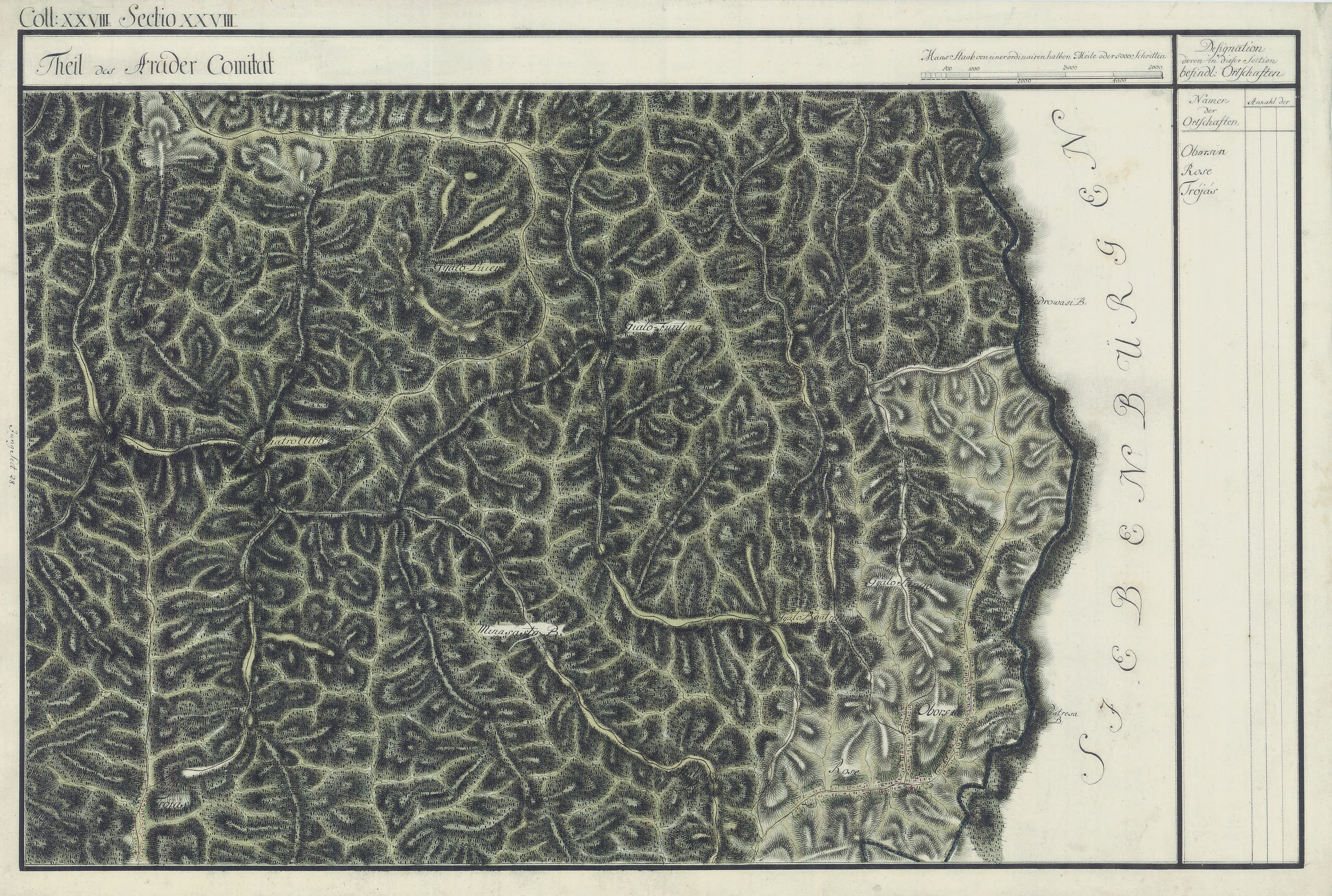
Roșia Nouă în Harta Iosefină a Comitatului Arad

## Monumente istorice
- Biserică de lemn, construită în anul 1808, cu hramul ”Sfântului Mare Mucenic Dimitrie izvorătorul de mir”.

## Imagini

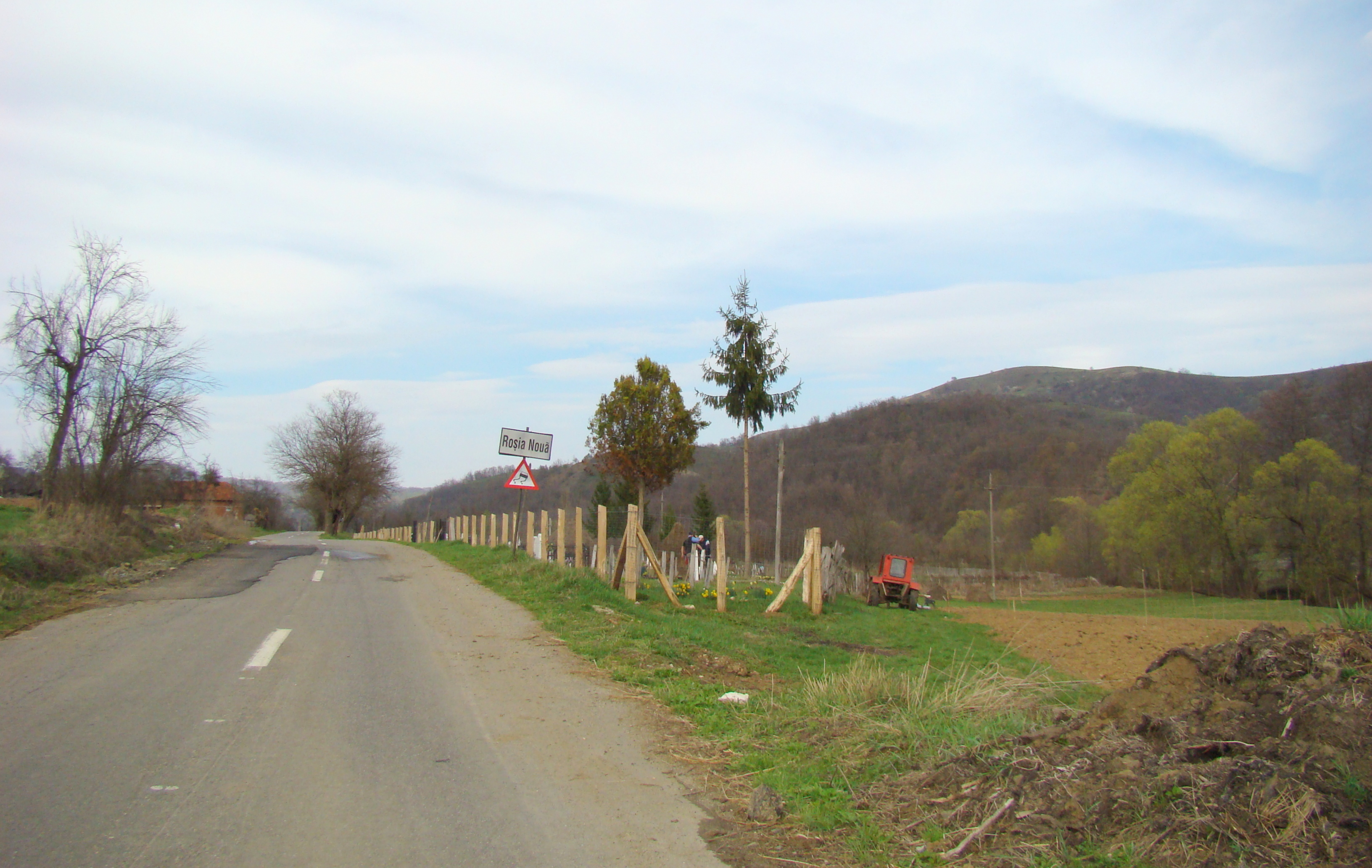
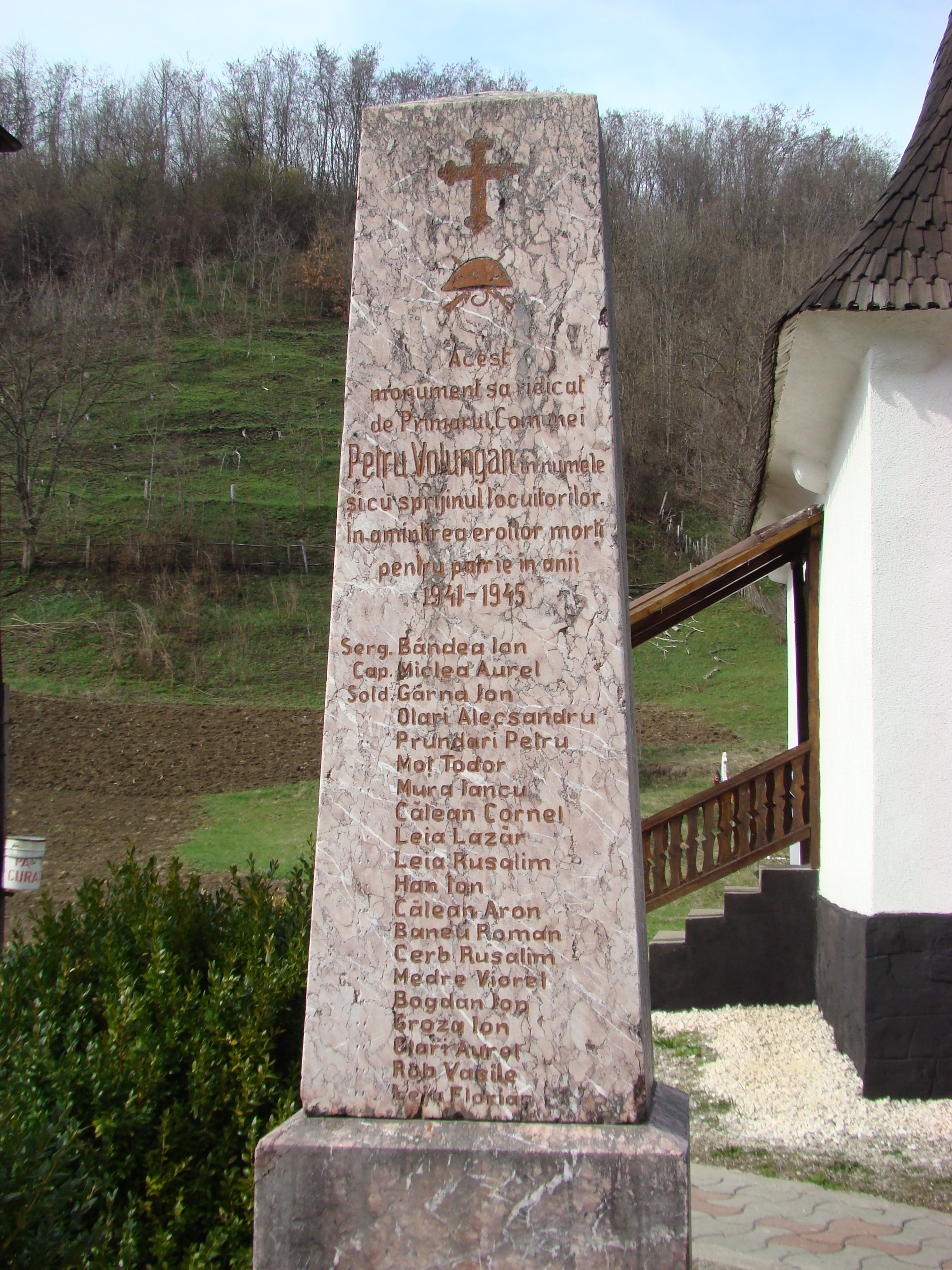
Monumentul Eroilor
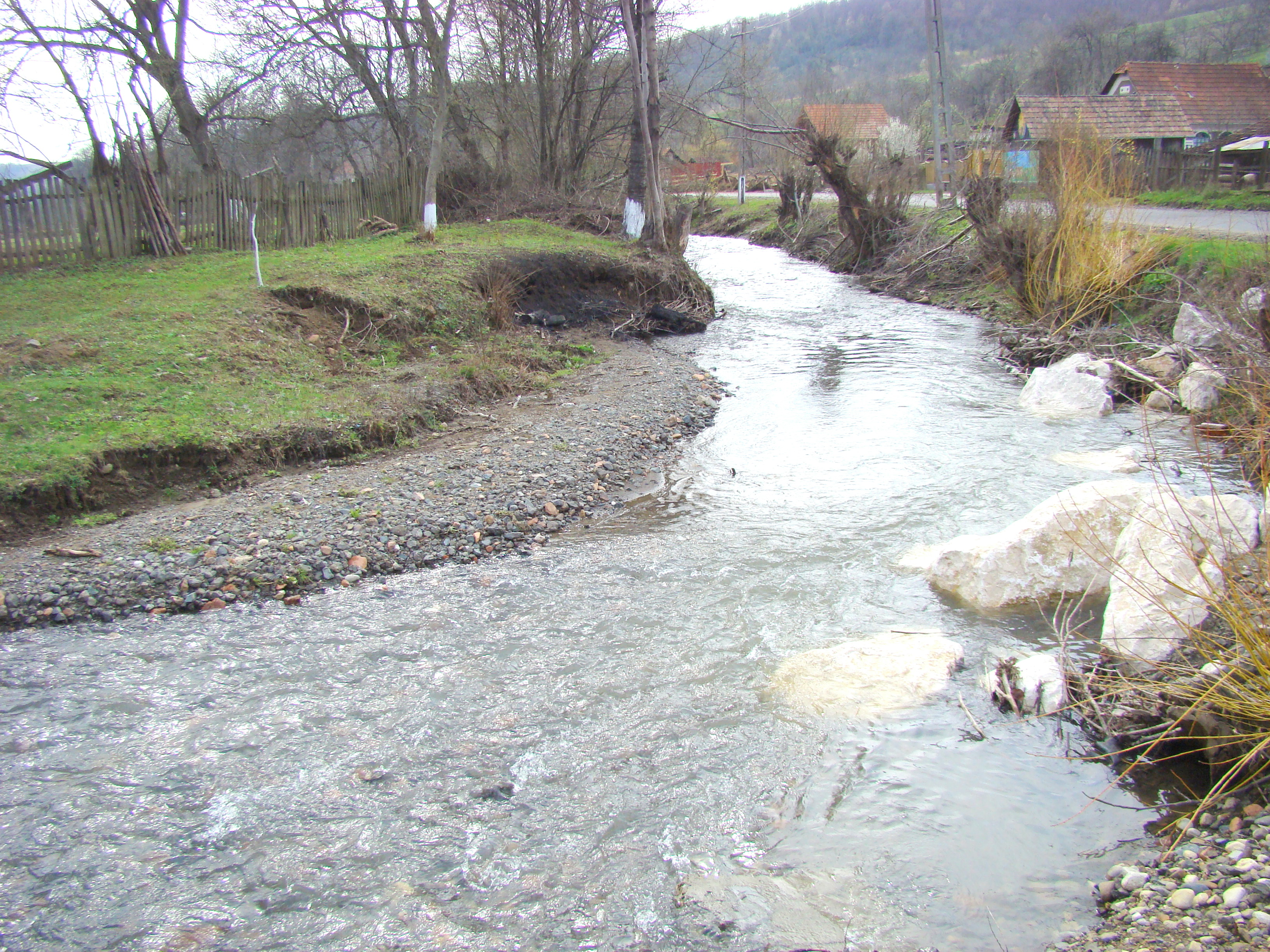
Râul Valea Roșie
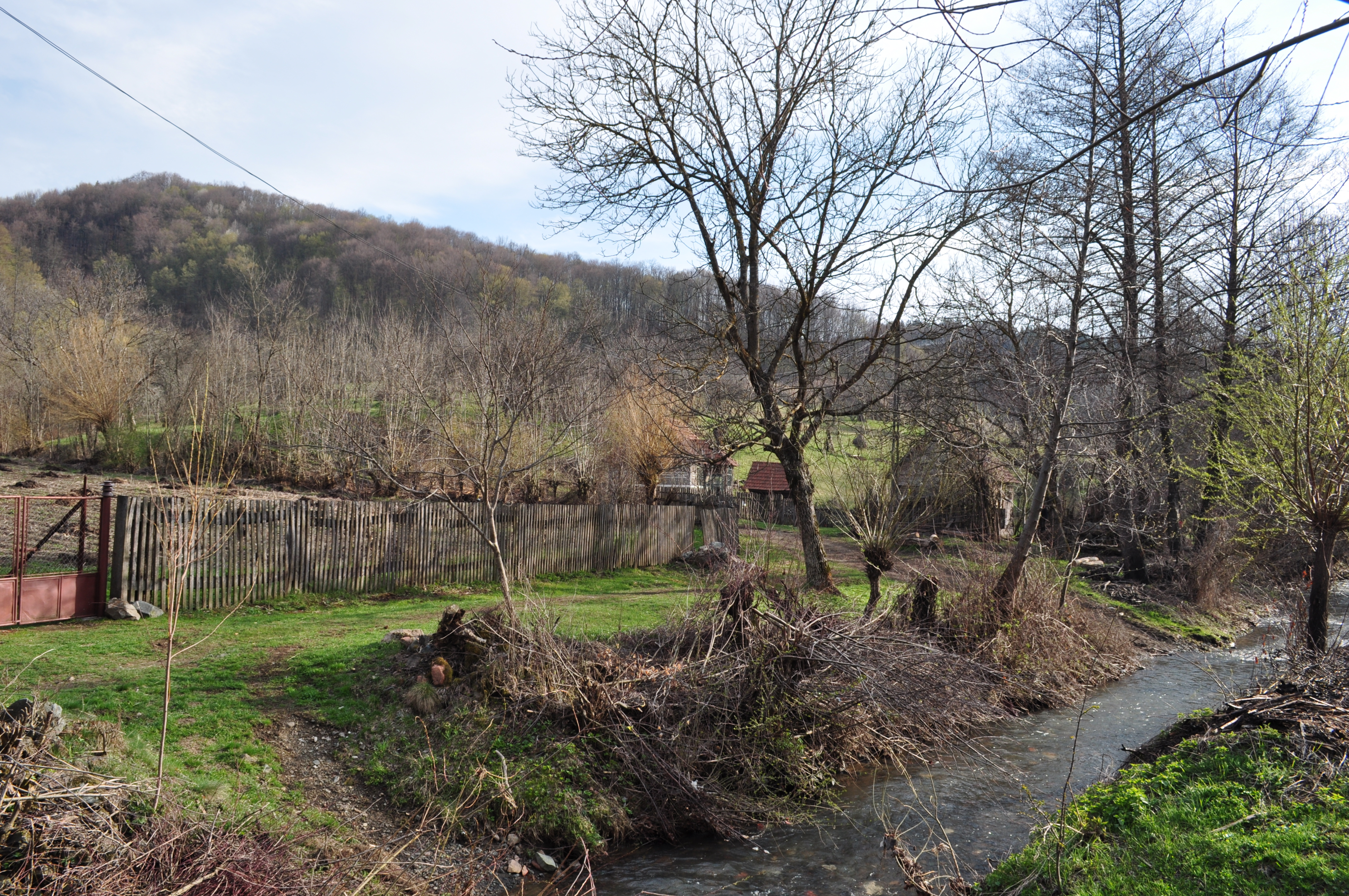